# تپه سراب خضرزنده
تپه سراب خضرزنده مربوط به سده‌های میانه دوران‌های تاریخی پس از اسلام است و در شهرستان قروه، بخش ئیلاق، دهستان ییلاق شمالی، ۷۰۰ متری شمال شرقی روستای دولت‌آباد واقع شده و این اثر در تاریخ ۶ اسفند ۱۳۸۵ با شمارهٔ ثبت ۱۷۴۳۷ به‌عنوان یکی از آثار ملی ایران به ثبت رسیده است.